# Ormia lineifrons
Ormia lineifrons är en tvåvingeart som beskrevs av Curtis W. Sabrosky 1953. Ormia lineifrons ingår i släktet Ormia och familjen parasitflugor.
Artens utbredningsområde är Puerto Rico. Inga underarter finns listade i Catalogue of Life.